# Van Conner
Van Conner (Appley Valley, California, 17 de marzo de 1967- 18 de enero de 2023), fue un músico estadounidense, conocido por haber sido el bajista de la banda de grunge Screaming Trees. La banda estaba formada por el cantante Mark Lanegan, su hermano guitarrista, Gary Lee Conner, y el batería Mark Pickerel que sería sustituido después por Barrett Martin.

## Biografía
Van nació en Apple Valley, California, el 17 de marzo de 1967, aunque pasó casi toda su infancia y adolescencia en Ellensburg, ciudad cercana a Seattle en donde fundaría Screaming Trees junto a su hermano y otros compañeros de instituto.
Además de trabajar con ST, Van fundó su propia banda, VALIS, además de colaborar con grupos como Solomon Grundy, Dinosaur Jr o en uno de los discos solista de Mark Lanegan, concretamente en "I'll Take Care of You".